# Feeny
Feeny (Na Fíneadha in gaelico irlandese) è un villaggio dell'Irlanda del Nord, situato nella contea di Londonderry.